# Jim Langley
Pour les articles homonymes, voir Langley.
Jim Langley, né le 7 février 1929 à Londres, et mort le 9 décembre 2007 dans la même ville, est un footballeur international anglais.

## Biographie

### Carrière en club
Jim Langley joue un total de 584 matchs au sein des championnats anglais, inscrivant 57 buts.
Il dispute notamment 232 matchs en première division anglaise avec le club de Fulham, marquant 18 buts.
Il est capitaine de l'équipe de Brighton & Hove pendant deux saisons.
Il atteint la finale de la Coupe des villes de foires en 1958 avec la sélection de Londres, en étant battu par le FC Barcelone.

### Carrière internationale
Jim Langley a une brève carrière internationale en 1958 (3 sélections).
Il participe à la victoire 4-0 contre l'Écosse, mais rate un penalty contre le Portugal. La défaite 5-0 contre l'équipe de Yougoslavie met fin à sa carrière sous le maillot de l'Angleterre.

### Fin de carrière
Jim Langley arrête sa carrière de footballeur en 1971 et devient manager du club de Crystal Palace, avant de retourner à Hillingdon Borough en tant que manager du club. Il meurt d'une crise cardiaque en décembre 2007, et un hommage lui est rendu par le club de Fulham F.C. avec lequel il a joué pendant 8 ans.

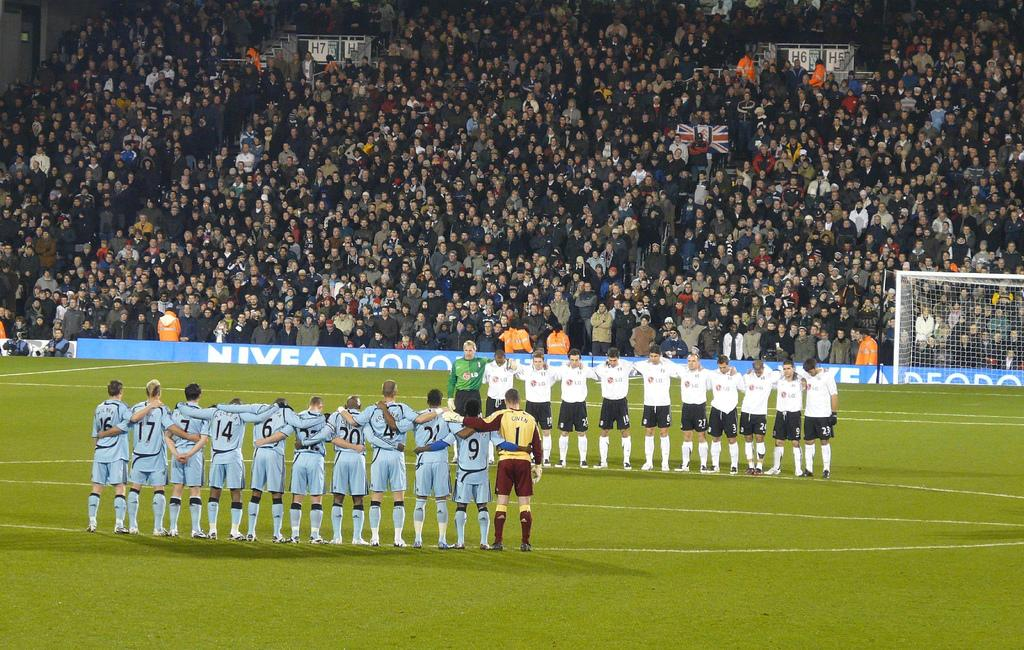
Minute de silence à Craven Cottage avant un match entre Fulham F.C. et Newcastle United F.C en hommage à Jim Langley le 16 décembre 2007